# MacKenzie Weegar
MacKenzie Weegar (né le 7 janvier 1994 à Ottawa dans la province d'Ontario au Canada) est un joueur professionnel canadien de hockey sur glace. Il évolue au poste de défenseur.

## Biographie

### Carrière en club
Il est repêché au septième tour par les Panthers de la Floride au 206e rang lors du repêchage d'entrée dans la LNH 2013 alors qu'il évoluait dans la LHJMQ pour les Mooseheads d'Halifax. 
Professionnel depuis la saison 2014-2015, il fait ses débuts dans la LNH avec les Panthers durant la saison 2016-2017 en prenant part à 3 matchs. Le 3 avril 2017, il joue son premier match dans la Ligue nationale de hockey face aux Canadiens de Montréal. Le 20 octobre 2017, il marque son premier but face aux Penguins de Pittsburgh.
Le 22 juillet 2022, il est échangé aux Flames de Calgary avec Jonathan Huberdeau, Cole Schwindt et un choix conditionnel de 1ère ronde en 2025 en retour de Matthew Tkachuk et d'un choix conditionnel de 4e tour en 2025.

### Carrière internationale
Il représente le Canada au niveau international.

## Statistiques

### En club
| Saison     | Équipe                      | Ligue      |     | Saison régulière | Saison régulière | Saison régulière | Saison régulière | Saison régulière |   | Séries éliminatoires | Séries éliminatoires | Séries éliminatoires | Séries éliminatoires | Séries éliminatoires |
| Saison     | Équipe                      | Ligue      | PJ  | B                | A                | Pts              | Pun              | PJ               | B | A                    | Pts                  | Pun                  |                      |                      |
| 2010-2011  | Raiders de Nepean           | CCHL       | 5   | 0                | 2                | 2                | 0                | -                | - | -                    | -                    | -                    |                      |                      |
| 2011-2012  | Raiders de Nepean           | CCHL       | 53  | 13               | 37               | 50               | 61               | 18               | 2 | 4                    | 6                    | 24                   |                      |                      |
| 2012-2013  | Mooseheads d'Halifax        | LHJMQ      | 62  | 8                | 36               | 44               | 58               | 17               | 0 | 5                    | 5                    | 10                   |                      |                      |
| 2013-2014  | Mooseheads d'Halifax        | LHJMQ      | 61  | 12               | 47               | 59               | 97               | 16               | 5 | 17                   | 22                   | 14                   |                      |                      |
| 2014-2015  | Rampage de San Antonio      | LAH        | 31  | 2                | 8                | 10               | 40               | -                | - | -                    | -                    | -                    |                      |                      |
| 2014-2015  | Cyclones de Cincinnati      | ECHL       | 21  | 1                | 12               | 13               | 13               | -                | - | -                    | -                    | -                    |                      |                      |
| 2015-2016  | Pirates de Portland         | LAH        | 62  | 7                | 17               | 24               | 60               | 1                | 0 | 0                    | 0                    | 0                    |                      |                      |
| 2016-2017  | Thunderbirds de Springfield | LAH        | 60  | 14               | 22               | 36               | 70               | -                | - | -                    | -                    | -                    |                      |                      |
| 2016-2017  | Panthers de la Floride      | LNH        | 3   | 0                | 0                | 0                | 4                | -                | - | -                    | -                    | -                    |                      |                      |
| 2017-2018  | Panthers de la Floride      | LNH        | 60  | 2                | 6                | 8                | 32               | -                | - | -                    | -                    | -                    |                      |                      |
| 2018-2019  | Panthers de la Floride      | LNH        | 64  | 4                | 11               | 15               | 64               | -                | - | -                    | -                    | -                    |                      |                      |
| 2019-2020  | Panthers de la Floride      | LNH        | 45  | 7                | 11               | 18               | 33               | 4                | 0 | 1                    | 1                    | 4                    |                      |                      |
| 2020-2021  | Panthers de la Floride      | LNH        | 54  | 6                | 30               | 36               | 45               | 6                | 1 | 2                    | 3                    | 6                    |                      |                      |
| 2021-2022  | Panthers de la Floride      | LNH        | 80  | 8                | 36               | 44               | 81               | 10               | 0 | 1                    | 1                    | 10                   |                      |                      |
| 2022-2023  | Flames de Calgary           | LNH        | 81  | 4                | 27               | 31               | 43               | -                | - | -                    | -                    | -                    |                      |                      |
| 2023-2024  | Flames de Calgary           | LNH        | 82  | 20               | 32               | 52               | 51               | -                | - | -                    | -                    | -                    |                      |                      |
| Totaux LNH | Totaux LNH                  | Totaux LNH | 469 | 51               | 153              | 204              | 353              | 20               | 1 | 4                    | 5                    | 20                   |                      |                      |

### En équipe nationale
| Année | Compétition          |    | PJ | B | A  | Pts | Pun | +/-           |  | Résultat |
| 2023  | Championnat du monde | 10 | 3  | 8 | 11 | 6   | +10 | Médaille d'or |  |          |

## Trophées et honneurs personnels

### Ligue de hockey junior majeur du Québec
- 2012-2013 :
  - nommé dans l'équipe d'étoiles recrues de la LHJMQ
  - champion de la Coupe du président avec les Mooseheads d'Halifax
  - champion de la Coupe Memorial avec les Mooseheads d'Halifax
  - termine en tête de la catégorie +/- (+55)
- 2013-2014 : nommé dans la deuxième équipe d'étoiles de la LHJMQ

### Ligue américaine de hockey
- 2016-2017 : participe au match des étoiles.

### Championnat du monde
- 2023 : nommé meilleur défenseur.
- 2023 : nommé dans l'équipe type.